# Волков, Евгений Васильевич
Евге́ний Васи́льевич Во́лков (род. 25 мая 1948, Евпатория, Крымская область) — советский легкоатлет, специалист по бегу на средние дистанции. Выступал за сборную СССР по лёгкой атлетике в первой половине 1970-х годов, призёр первенств всесоюзного и республиканского значения, участник летних Олимпийских игр в Мюнхене. Представлял Киев и спортивное общество «Буревестник». Мастер спорта СССР международного класса.

## Биография
Евгений Волков родился 25 мая 1948 года в Евпатории. Его первым тренером в лёгкой атлетике стала Нина Авакумова. Становился чемпионом СССР среди юношей в беге на 800 метров.
Продолжил занятия лёгкой атлетикой в Киеве, проходил подготовку под руководством Александра Фёдоровича Агутина. Выступал за Украинскую ССР и добровольное спортивное общество «Буревестник».
Впервые заявил о себе на всесоюзном уровне в сезоне 1971 года, когда на чемпионате страны в рамках V летней Спартакиады народов СССР в Москве стал бронзовым призёром в беге на 800 метров.
Благодаря череде удачных выступлений удостоился права защищать честь страны на летних Олимпийских играх 1972 года в Мюнхене — в программе бега на 800 метров с результатом 1:50.1 остановился на стадии полуфиналов.
Будучи студентом, в 1973 году представлял Советский Союз на домашней Универсиаде в Москве, где на 800-метровой дистанции так же дошёл до полуфинала.
В 1975 году в беге на 800 метров выиграл серебряную медаль на зимнем чемпионате СССР в Ленинграде, в беге на 1500 метров стартовал на Универсиаде в Риме.
За выдающиеся спортивные достижения удостоен почётного звания «Мастер спорта СССР международного класса».